# Hasenwiese
Das Naturschutzgebiet Hasenwiese ist das kleinste Naturschutzgebiet im Westerwaldkreis in Rheinland-Pfalz. Das etwa 4,0 ha große Gebiet, das im Jahr 1986 unter Naturschutz gestellt wurde, erstreckt sich nordöstlich der  Ortsgemeinde Guckheim direkt an der am nordwestlichen Rand vorbeiführenden Landesstraße L 300. Am südöstlichen Rand des Gebietes fließt der Elbbach.
Schutzzweck ist die Erhaltung dieses Landschaftsraumes
- wegen seiner geologischen Beschaffenheit
- als Lebensraum seltener, in ihrem Bestand bedrohter wildwachsender Pflanzenarten sowie in ihrem Bestand  bedrohter  Tierarten sowie
- aus wissenschaftlichen Gründen.